# Winchester, Kentucky
Winchester är en stad i Clark County den amerikanska delstaten Kentucky med en yta av 19,9 km² och en folkmängd, som uppgår till 18 368 invånare (2010). Winchester är administrativ huvudort (county seat) i Clark County. 